# Zarzecze (Cieszyn)
Pour les articles homonymes, voir Zarzecze.
Zarzecze est une localité polonaise de la gmina de Chybie, située dans le powiat de Cieszyn en voïvodie de Silésie.